# Г'ю Гріффіт
Г'ю Гріффіт (англ. Hugh Emrys Griffith; 30 травня 1912 — 14 травня 1980) — британський актор, володар премії «Оскар» за найкращу чоловічу роль другого плану у 1960 році.

## Біографія
Г'ю Емріс Гріффіт народився 30 травня 1912 року в містечку Меріан-Глес на острові Англсі в Уельсі. Там же він здобув середню освіту, а потім намагався вступити до університету, але не склав іспит з англійської мови. Пізніше він вирішив зайнятися банківською справою і перебрався до Лондону, де було більше можливостей для кар'єри. Але банківським клерком Гріффіт пробув недовго, поступив незабаром в Королівську академію драматичного мистецтва. Розпочата Друга світова війна припинила його акторську кар'єру і Г'ю влився у лави Британській армії в Індії, а потім перебував у Бірмі. Повернутися на театральну сцену Гріффіт зміг у 1947 році.
У кінці 1940-х років відбувся дебют Гріффіта на британських екранах, а з початку 1950-х він уже став зніматися в Голлівуді. У 1959 році Г'ю став володарем премії «Оскар» за найкращу чоловічу роль другого плану у фільмі «Бен-Гур», а через чотири роки знову номінувався на премію кіноакадемії за роль у фільмі «Том Джонс». За свою кінокар'єру Гріффіт знявся більш ніж в 70 кінострічках, серед яких «Заколот на Баунті» (1962), «Як вкрасти мільйон» (1966), «Олівер!» (1968), «Плач баньши» (1970), «Жахливий доктор Файбс» (1971), «Кентерберійські оповідання» (1971), «Що?» (1972) та багатьох інших.
Також успішною була і його кар'єра в театрі — в 1958 році Гріффіт був номінований на премію «Тоні» за найкращу чоловічу роль у п'єсі «Поглянь на будинок свій, ангеле». На телебаченні він з'являвся досить рідко, але все ж його ролі ставали пам'ятними.
У 1980 році він отримав почесну вчений ступінь у Бангорскому університеті у себе на батьківщині в Уельсі. 14 травня того ж року Г'ю Гріффіт помер від інфаркту в Лондоні, не доживши двох тижнів до свого 68 дня народження.

## Фільмографія
1. 1949: «Добрі серця і корони» (Kind Hearts and Coronets) — верховний стюард Англії
2. 1959: «Бен-Гур» (Ben-Hur) — Шейк Ілдерім
3. 1960: «Вихід» (Exodus) — Мандрія
4. 1962: «Заколот на Баунті» (Mutiny on the Bounty) — Александр Сміт
5. 1963: «Том Джонс» (Tom Jones) — сквайр Вестерн
6. 1965: «Любовні пригоди Молль Флендерс» (The Amorous Adventures of Moll Flanders) — начальник в'язниці
7. 1966: «Як украсти мільйон» (How to Steal a Million) — Шарль Бонне
8. 1966: «Маки — це також квіти» (The Poppy Is Also a Flower) — вождь племені
9. 1967: «Пояс цнотливості» (La cintura di castità) — Ібн-Ель-Рашид
10. 1968: «Олівер!» (Oliver!) — магістр
11. 1972: «Собака Баскервілів» (The Hound of the Baskervilles) — Франкленд
12. 1978: «Кентерберійські оповідання» (I racconti di Canterbury) — сер Жанвьє